# Coupe du monde des clubs de handball 1997
Navigation
Édition 2002
La Coupe du monde des clubs de handball 1997 est la première édition de la Coupe du monde des clubs de handball organisée par la Fédération internationale de handball. Elle se déroule du 3 au 8 janvier 1997 à Wiener Neustadt et à Vienne en Autriche.
La première édition regroupe huit participants et débouche sur une finale 100 % européenne, remportée par les Espagnols du Caja Cantabria de Santander devant les Norvégiens de Drammen HK.

## Présentation

### Déroulement de la compétition
Les huit équipes qualifiées sont réparties en deux groupes, A et B. Les deux premières équipes de chaque groupe se qualifient pour les demi-finales (le premier du groupe A rencontre le second du groupe B, et vice-versa). Les équipes classées troisième et quatrième des groupes sont qualifiées pour les matchs de classement.
Les gagnants des demi-finales se disputent la victoire finale, tandis que les perdants s'affrontent pour la troisième place.

### Participants
Les huit équipes de cette édition sont :
| Club                        | Pays         | Confédération | Motif de qualification                                                     | Groupe   |
| --------------------------- | ------------ | ------------- | -------------------------------------------------------------------------- | -------- |
| Mouloudia Club d'Alger      | Algérie      | CAHB          | vainqueur de la Supercoupe d'Afrique 1996                                  | Groupe B |
| HC Bruck                    | Autriche     | EHF           | Hôte de la compétition ? (Champion d'Autriche)                             | Groupe B |
| Club Metodista Sao Bernardo | Brésil       | PATHF         | vainqueur du Championnat sud-américain des clubs en 1996.                  | Groupe A |
| Doosan Kyung Wol            | Corée du Sud | AHF           | ?                                                                          | Groupe A |
| Caja Cantabria Santander    | Espagne      | EHF           | en remplacement du FC Barcelone, vainqueur de la Ligue des champions 95/96 | Groupe A |
| Osakidenki Tokyo            | Japon        | AHF           | ?                                                                          | Groupe B |
| KAC Marrakech               | Maroc        | CAHB          | vainqueur de la Coupe d'Afrique des vainqueurs de coupe 1996               | Groupe A |
| Drammen HK                  | Norvège      | EHF           | vainqueur de la Coupe des Villes (C4) en 95/96                             | Groupe B |

Les motifs de qualification ne sont pas tous connus.
À noter que le FC Barcelone, vainqueur de la Ligue des champions de l'EHF 1995-1996, a renoncé à participer et a été remplacé par un autre club espagnol, le Caja Cantabria Santander.

## Phase de groupe
- Qualifié pour les demi-finales.
- Éliminé (matchs de classement).

### Groupe A
|   | Équipe              | Pts | J | G | N | P | Bp | Bc | Diff |
| - | ------------------- | --- | - | - | - | - | -- | -- | ---- |
| 1 | CB Cantabria        | 6   | 3 | 3 | 0 | 0 | 87 | 62 | 25   |
| 2 | Doosan Kyung Wol    | 4   | 3 | 2 | 0 | 1 | 71 | 72 | -1   |
| 3 | Metodista São Paulo | 1   | 3 | 0 | 1 | 2 | 71 | 79 | -8   |
| 4 | KAC Marrakech       | 1   | 3 | 0 | 1 | 2 | 61 | 77 | -16  |

| 3 janvier 1997 | Metodista São Paulo | 25 – 26 | Doosan Kyung Wol | Wiener Neustadt |

| 3 janvier 1997 | Caja Cantabria | 29 – 19 | KAC Marrakech | Wiener Neustadt |

| 4 janvier 1997 | Metodista São Paulo | 22 – 29 | Caja Cantabria | Wiener Neustadt |

| 4 janvier 1997 | KAC Marrakech | 18 – 24 | Doosan Kyung Wol | Wiener Neustadt |

| 5 janvier 1997 | KAC Marrakech | 24 – 24 | Metodista São Paulo | Wiener Neustadt |

| 5 janvier 1997 | Doosan Kyung Wol | 21 – 29 | Caja Cantabria | Wiener Neustadt |

### Groupe B
|   | Équipe           | Pts | J | G | N | P | Bp | Bc | Diff |
| - | ---------------- | --- | - | - | - | - | -- | -- | ---- |
| 1 | Drammen HK       | 6   | 3 | 3 | 0 | 0 | 89 | 74 | 15   |
| 2 | HC Bruck         | 4   | 3 | 2 | 0 | 1 | 87 | 77 | 10   |
| 3 | Osakidenki Tokyo | 1   | 3 | 0 | 1 | 2 | 65 | 77 | -12  |
| 4 | MC Alger         | 1   | 3 | 0 | 1 | 2 | 63 | 76 | -13  |

| 3 janvier 1997 | HC Bruck | 30 – 20 | Osakidenki Tokyo | Wiener Neustadt |

| 3 janvier 1997 | Drammen HK | 30 – 18 | MC Alger | Wiener Neustadt |

| 4 janvier 1997 | HC Bruck | 29 – 30 | Drammen HK | Wiener Neustadt |

| 4 janvier 1997 | MC Alger | 18 – 18 | Osakidenki Tokyo | Wiener Neustadt |

| 5 janvier 1997 | MC Alger | 27 – 28 | HC Bruck | Wiener Neustadt |

| 5 janvier 1997 | Osakidenki Tokyo | 27 – 29 | Drammen HK | Wiener Neustadt |

## Phase finale
|  | Demi-finales     | Demi-finales |                        |    | Finale | Finale |
|  | Demi-finales     | Demi-finales |                        |    | Finale | Finale |
|  |                  |              |                        |    |        |        |
|  |                  |              |                        |    |        |        |
|  |                  |              |                        |    |        |        |
|  | Caja Cantabria   | 35           |                        |    |        |        |
|  | Caja Cantabria   | 35           |                        |    |        |        |
|  | HC Bruck         | 16           |                        |    |        |        |
|  | HC Bruck         | 16           | Caja Cantabria         | 30 |        |        |
|  |                  |              | Caja Cantabria         | 30 |        |        |
|  |                  | Drammen HK   | 29                     |    |        |        |
|  | Drammen HK       | Drammen HK   | 29                     | 32 |        |        |
|  | Drammen HK       |              |                        | 32 |        |        |
|  | Doosan Kyung Wol | 27           |                        |    |        |        |
|  | Doosan Kyung Wol | 27           | Match pour la 3e place |    |        |        |
|  |                  |              |                        |    |        |        |
|  |                  |              |                        |    |        |        |
|  |                  |              |                        |    |        |        |
|  | HC Bruck         | 27           |                        |    |        |        |
|  | HC Bruck         | 27           |                        |    |        |        |
|  | Doosan Kyung Wol | 33           |                        |    |        |        |
|  | Doosan Kyung Wol | 33           |                        |    |        |        |

### Demi-finales
Le résultats des demi-finales sont :
| 7 janvier 1997 | Caja Cantabria | 35 – 16 | HC Bruck | Wiener Neustadt |
| 7 janvier 1997 | (18-9)         |         |          | Wiener Neustadt |

| 7 janvier 1997 | Drammen HK | 32 – 27 | Doosan Kyung Wol | Wiener Neustadt |
| 7 janvier 1997 | (18-14)    |         |                  | Wiener Neustadt |

### Match pour la3eplace
| 8 janvier 1997 | HC Bruck | 27 – 33 | Doosan Kyung Wol | Wiener Neustadt |

### Finale
| 8 janvier 1997 | Caja Cantabria | 30 – 29 (ap)   | Drammen HK          | Wiener Neustadt Arbitrage : Wille, Vorderleitner |
| 8 janvier 1997 | ?              | (14-15, 26-26) | Marius Riise (de) 9 | Wiener Neustadt Arbitrage : Wille, Vorderleitner |
| 8 janvier 1997 | Prol. : 4-3    |                |                     | Wiener Neustadt Arbitrage : Wille, Vorderleitner |
| 8 janvier 1997 | ×3             | El Mundo       | ×1                  | Wiener Neustadt Arbitrage : Wille, Vorderleitner |

Le Caja Cantabria a dû passer par les prolongations pour s'imposer 30 à 29 face au club norvégien du Drammen HK. Drammen est plus efficace en première mi-temps avant que les Espagnols ne reviennent au score juste avant la mi-temps (14-15). Les Norvégiens creusent à nouveau l'écart (21-24) mais les deux équipes sont à égalité (26-26) à neuf secondes de la fin : Drammen écope d'un penalty, mais Jaume Fort stoppe le tir et conduit les deux équipes en prolongation, dans laquelle les hommes de Julián Ruiz l'emportent (30-29).
La feuille de match est :
- Caja Cantabria[5] : Mats Olsson (GB), Jaume Fort (GB) – Juan Domínguez (1), Mariano Ortega (3, ), Jesús Fernández (de) (2), Alberto Urdiales (es) (4), Frank Jørgensen (2), Oleg Kisselev (3), David Pisonero (en) (2, ), Rodrigo Reñones (de) (1, ), Díaz, Mikhaïl Iakimovitch (?), autres buteurs (12). Entraîneur : Julián Ruiz.
- Drammen HK : Anders Lindqvist (de) (GB) – Frode Hagen (de) (5), Jakobsen (3), Geir Oustrop (4), Glenn Solberg (1, ), Marius Riise (de) (9), Djerkeim (6), Pål Oldrup, Paulsen, Steinseth, Nygaard, Jomaas (1). Entraîneur : Kent-Harry Andersson.

## Matchs de classement

### Match pour la7eplace
Le résultats du match pour la 7e place est  :
| 7 janvier 1997 | KAC Marrakech | 21 – 25 | MC Alger | Wiener Neustadt |
| 7 janvier 1997 | (7-13)        |         |          | Wiener Neustadt |

### Match pour la5eplace
Le résultats du match pour la 5e place est  :
| 7 janvier 1997 | Osakidenki Tokyo | 27 – 22 | Metodista São Paulo | Wiener Neustadt |
| 7 janvier 1997 | (11-12)          |         |                     | Wiener Neustadt |

## Classement final
| Rang | Club                | Nation       | Continent |
| ---- | ------------------- | ------------ | --------- |
| 1    | CB Cantabria        | Espagne      | EHF       |
| 2    | Drammen HK          | Norvège      | EHF       |
| 3    | Doosan Kyung Wol    | Corée du Sud | AHF       |
| 4    | HC Bruck            | Autriche     | EHF       |
| 5    | Osakidenki Tokyo    | Japon        | AHF       |
| 6    | Metodista São Paulo | Brésil       | PATHF     |
| 7    | MC Alger            | Algérie      | CAHB      |
| 8    | KAC Marrakech       | Maroc        | CAHB      |